# Moraniella calodendri
Moraniella calodendri är en insektsart som först beskrevs av Moran 1968.  Moraniella calodendri ingår i släktet Moraniella och familjen rundbladloppor. Inga underarter finns listade i Catalogue of Life.